# Aleksandr Ossipov
Aleksandr Ossipov (* 7. August 1987 in Narva, Estnische SSR) ist ein estnischer Eishockeyspieler, der seit 2022 beim Grästorps IK in der Hockeytvåan, der vierthöchsten Spielklasse Schwedens, unter Vertrag steht.

## Karriere

### Club
Aleksandr Ossipov begann seine Karriere als Eishockeyspieler in seiner estnischen Heimat beim Narva PSK, von dort wechselte er 2006 zum Hauptstadtklub Tallinna Eagles, mit dem er Vizemeister des Landes wurde. Als 2007 mit den Tartu Big Diamonds eine estnische Mannschaft für die Teilnahme an der Lettischen Eishockeyliga gegründet wurde, unterschrieb der Stürmer dort einen Vertrag. Aber schon nach einem Jahr musste das Projekt aus finanziellen Gründen aufgegeben werden und Sibirtsev wechselte zum amtierenden lettischen Vizemeister ASK/Ogre, der damals für ein Jahr in der belarussischen Extraliga spielte. Seit 2009 spielte er beim unterklassigen schwedischen Verein Varberg HK, den er 2011 von der fünftklassigen Division 3 in die Hockeytvåan führte. Drei Jahre später gelang ihm mit dem Klub von der Kattegatküste der Sprung in die drittklassige Hockeyettan. Nachdem er im November 2016 zum Ligarivalen Halmstad HF gewechselt war, wo er die laufende Spielzeit beendete, schloss er sich im Sommer 2017 dem Borås HC an, mit dem er zunächst in der Grästorps IK spielte, 2019 aber in die Hockeyettan aufstieg. Nach dem Abstieg 2021 gelang 2022 der sofortige Wiederaufstieg. Ossipov nahm diesen jedoch nicht wahr, sondern wechselte zum Grästorps IK und verblieb so in der Hockeytvåan.

### International
Für Estland nahm Ossipov im Juniorenbereich an der Division II der U18-Weltmeisterschaften 2004 und 2005, der Division I der U20-Weltmeisterschaften 2005 und 2007, als er Mannschaftskapitän der estnischen Auswahl war, sowie der Division II der U20-Weltmeisterschaft 2006 teil.
Für die Herren-Nationalmannschaft spielte er bei den Weltmeisterschaften der Division I 2007, 2008, 2011, 2013, 2016, 2017, 2018, 2019 und 2022 sowie der Division II 2009, 2010, als er die beste Plus/Minus-Bilanz des Turniers erreichte, und 2014, als er Topscorer unter den Abwehrspielern des Turniers war. Zudem stand er bei den Olympiaqualifikationen für die Spiele in Vancouver 2010 und in Peking 2022 sowie bei den Baltic-Cup-Turnieren 2016 und 2017 auf dem Eis.

## Erfolge und Auszeichnungen
- 2006 Aufstieg in die Division I bei der U20-Weltmeisterschaft der Division II, Gruppe B
- 2010 Aufstieg in die Division I bei der Weltmeisterschaft der Division II, Gruppe B
- 2010 Beste Plus/Minus-Bilanz bei der Weltmeisterschaft der Division II, Gruppe B
- 2011 Aufstieg in die Hockeytvåan mit dem Varberg HK
- 2014 Aufstieg in die Division I, Gruppe B, bei der Weltmeisterschaft der Division II, Gruppe A
- 2014 Aufstieg in die Hockeyettan mit dem Varberg HK
- 2019 Aufstieg in die Hockeyettan mit dem Borås HC
- 2022 Aufstieg in die Hockeyettan mit dem Borås HC